# Henry Moore Sculpture Perry Green

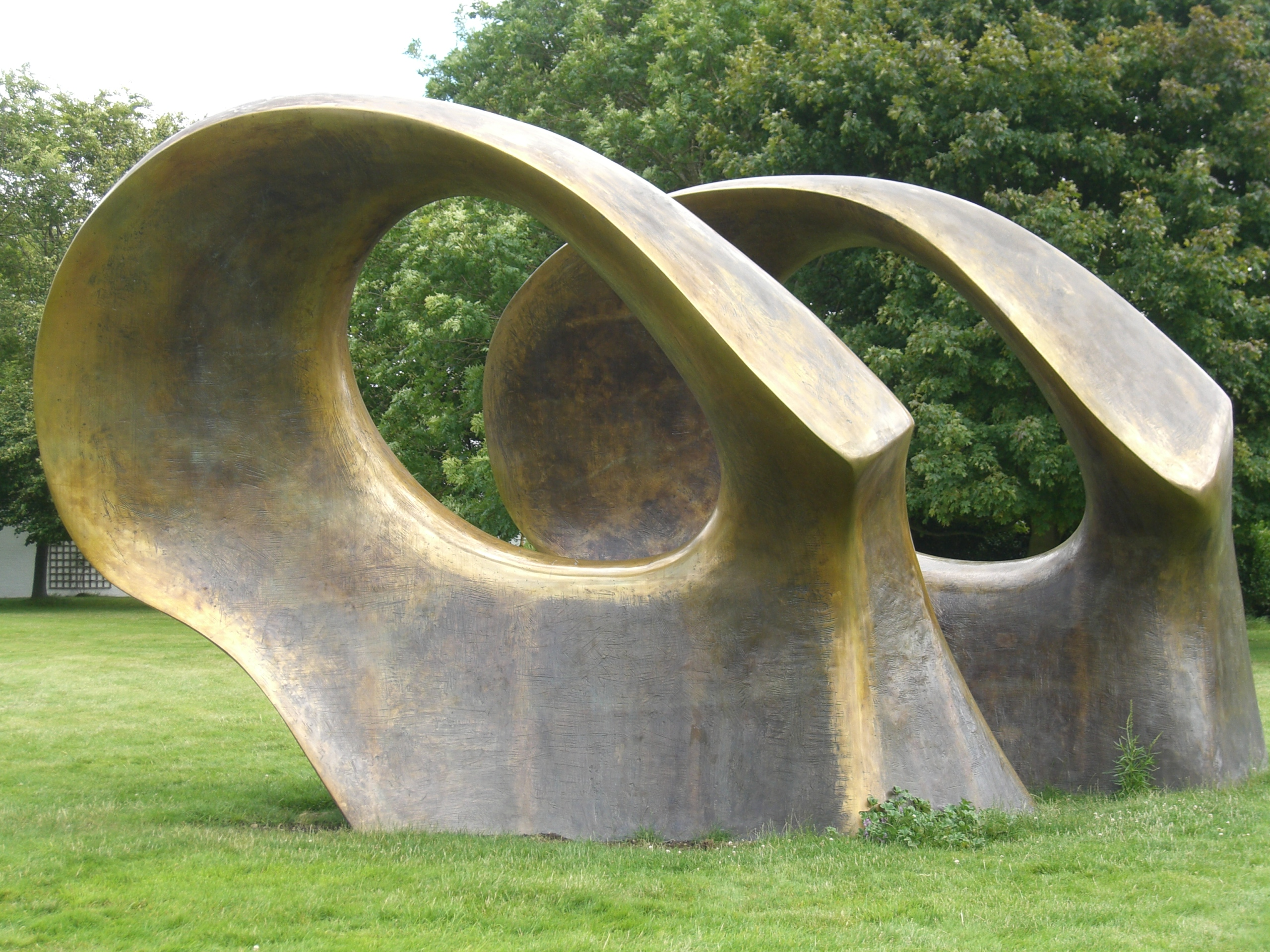
Double Oval

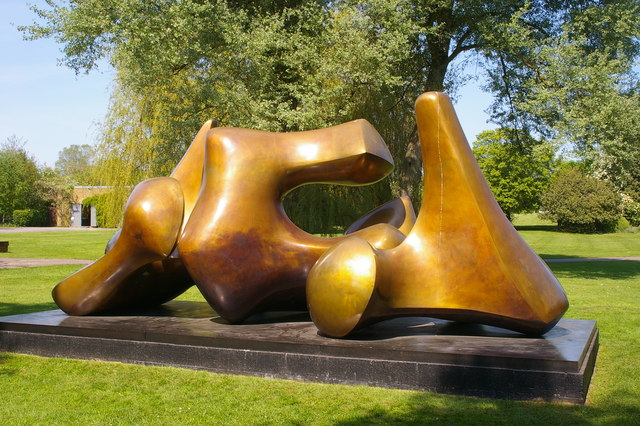
Three Piece Sculpture: Vertebrae

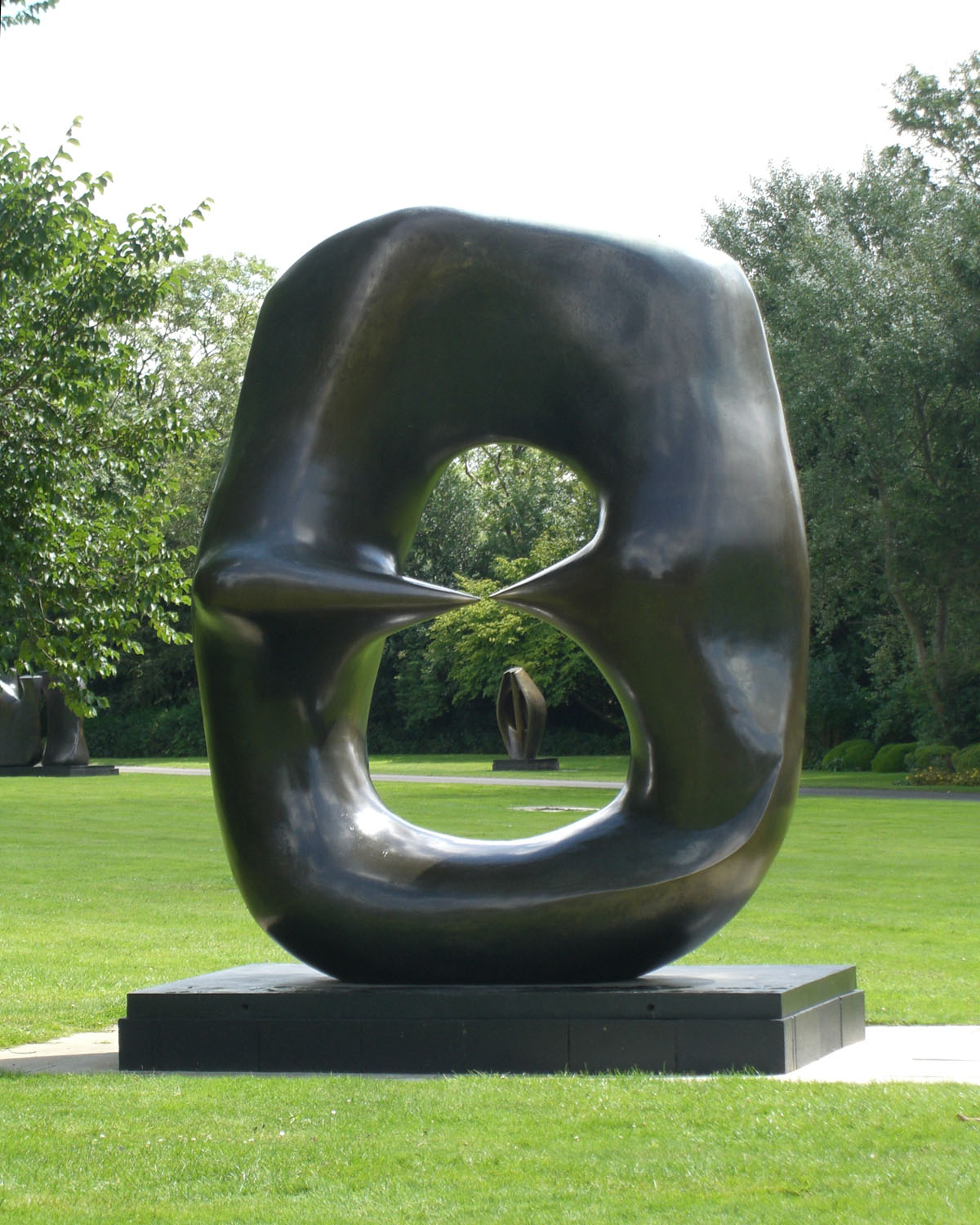
Oval with Points

Der Skulpturenpark Henry Moore Sculpture Perry Green bildet eine ständige Skulpturensammlung von Werken des Bildhauers Henry Moore in Perry Green, Much Hadham in Hertfordshire.

## Geschichte
Die Skulpturensammlung gehört zum Nachlass von Henry Moore († 1986), die schon seit 1977 von der von Moore gegründeten Henry Moore Foundation verwaltet wird. Die Foundation ist im Skulpturenpark im früheren Wohnhaus/Atelier Hoglands von Henry und Irina Moore untergebracht.
Zu den Gebäuden im Skulpturenpark gehören Chestnuts (Besucherzentrum), Hoglands (vormaliges Wohnhaus/Atelier), das seit 2007 für das Publikum zugänglich ist, Bourne Maquette Studio (Atelier für Modelle und Entwürfe), Sheep Field Barn Gallery (Galerie für Wechselausstellungen), Yellow Brick Studio (Atelier) und Elmwood (Bibliothek/Archiv).

## Sammlung
- Family Group (1948/1949)
- King and Queen (1952/1953)
- Draped Reclining Figure (1952/1953)
- Woman (1957/1958)
- Relief No. 1 (1959)
- Two Piece Reclining Figure No. 2 (1960)
- The Wall: Background for Sculpture (1962)
- Three Piece Reclining Figure No. 2 Bridge Prop (1963)
- The Arch (1963–1969)
- Locking Piece (1963/1964)
- Model for Sundial (1965)
- Double Oval (1966)
- Torso (1967)
- Three Piece Sculpture: Vertebrae (1968)
- Reclining Connected Forms (1969)
- Square Form with Cut (1969)
- Sheep Piece (1971/1972)
- Large Standing Figure: Knife Edge (1976)
- Reclining Figure: Hand (1979)
- Large Upright Internal/External Form (1981/1982)
- Reclining Figure (1982)
- Figure in a Shelter (1983)
- Mother and Child: Block Seat (1983/1984)
- Large Reclining Figure (1984)
- Large Figure in a Shelter (1985/1986)